# MYKADOMATSU.COM
『MYKADOMATSU.COM』（マイカドマツ・ドット・コム）は、2009年3月27日（26日深夜）までCROSS FMで放送されていた音楽バラエティ番組である。ナビゲーターは角松敏生。2008年10月以降の放送時間は毎週金曜 1:00 - 2:00 （木曜深夜、日本標準時）。